# Die is de mol!
Die is de mol! was een televisieprogramma van de AVRO. Het werd vanaf 25 november 2007 uitgezonden, in aanloop naar het achtste seizoen van Wie is de Mol? dat begin 2008 werd uitgezonden.

## Format en doel

### Cursus molkijken
In het programma zond de AVRO, zoals ze het zelf noemde, een cursus molkijken-voor-beginners uit. Door middel van fragmenten uit oude molreeksen 1 tot en met 7 liet men zien waar de mol steeds aan te herkennen was geweest. De afleveringen zitten vol met tips en trucs om achter de identiteit van de mol te komen.

### Introductie kandidaten
Daarnaast werden de kandidaten voor het komende seizoen voorgesteld en geïntroduceerd. Door oud-mollen en oud-winnaars werden zij getest op hun "molvaardigheid" en beoordeeld op de kans of zij de mol konden zijn.

## Molgehalte kandidaten
In de volgende tabel is te zien hoe hoog het geschatte "molgehalte" van de kandidaten was en in welke aflevering hij of zij zou moeten vertrekken volgens de oud-kandidaten van het programma.
| Kandidaat          | Molgehalte | Verwachte exit | Werkelijke exit | Verschil exit |
| ------------------ | ---------- | -------------- | --------------- | ------------- |
| Nicolette Kluijver | 8,0        | 6              | 1               | -5            |
| Annette van Trigt  | 6,2        | 6              | 2               | -4            |
| Georgina Verbaan   | 7,6        | 6              | 3               | -3            |
| Coen Swijnenberg   | 6,5        | 6              | 4               | -2            |
| Joris Linssen      | 6,8        | 8              | 6               | -2            |
| Dunya Khayame      | 4,9        | 6              | 7               | +1            |
| Patrick Martens    | 7,0        | 6              | 8               | +2            |
| Regina Romeijn     | 8,0        | 7              | 9 (verliezer)   | +2            |
| Edo Brunner        | 7,4        | 7              | Winnaar         |               |
| Dennis Weening     | 7,4        | 3              | De mol          |               |

Te zien is dat van vrijwel alle kandidaten verwacht werd dat ze in uitzending 6 of 7 zouden vertrekken, met uitzondering van de werkelijke mol. Het "molgehalte" werd door de oud-deelnemers ook hoog ingeschat: gemiddeld een 7. De 7,4 van mol Dennis is niet bijzonder hoog: drie andere kandidaten scoren hoger. Geconcludeerd kan worden dat de oud-deelnemers niet over een bijzonder inschattingsvermogen beschikten waardoor zij de mol eenvoudiger zouden kunnen hebben ontmaskeren.